# Peròxid de liti
El peròxid de liti és un compost inorgànic iònic constituït per cations liti (1+) {\displaystyle {\ce {Li+}}} i anions peròxid {\displaystyle {\ce {O2^2-}}}, la qual fórmula química és {\displaystyle {\ce {Li2O2}}}. És un potent oxidant.

## Propietats
Es presenta en forma d'un sòlid granular de color de blanc a groc pàl·lid. Té una densitat de 2,31 g/cm³. Descompon a 300 °C a pressió atmosfèrica donant òxid de liti {\displaystyle {\ce {Li2O}}} i dioxigen {\displaystyle {\ce {O2}}}. En contacte amb l'aigua reacciona formant hidròxid de liti {\displaystyle {\ce {LiOH}}} i peròxid d'hidrogen {\displaystyle {\ce {H2O2}}}, i aquest es descompon en aigua i dioxigen:
{\displaystyle {\ce {Li2O2 + 2H2O -> 2LiOH + H2O2}}}{\displaystyle {\ce {H2O2 -> H2O + 1/2O2}}}
Absorbeix aigua en contacte amb l'aire amb formació de peròxid d'hidrogen i també absorbeix diòxid de carboni {\displaystyle {\ce {CO2}}} produint carbonat de liti {\displaystyle {\ce {Li2CO3}}} i dioxigen:
{\displaystyle {\ce {2Li2O2 + 2CO2 -> 2Li2CO3 + O2}}}
És soluble en àcid acètic anhidre i insoluble en etanol. En contacte amb matèria orgànica o substàncies oxidables pot encendre-les o, fins i tot, produir una explosió.

## Preparació
Es prepara addicionant peròxid d'hidrogen {\displaystyle {\ce {H2O2}}} a hidròxid de liti {\displaystyle {\ce {LiOH}}} en etanol o aigua segons la reacció:
{\displaystyle {\ce {2LiOH + H2O2 -> Li2O2 + 2H2O}}}

## Aplicacions
El peròxid de sodi s'empra en tecnologia espacial perquè absorbeix diòxid de carboni de les atmosferes dels espais habitats i allibera oxigen. També catalitza la polimerització de l'estirè a poliestirè.